# Strašidla (film, 2016)
Strašidla jsou český rodinný komediální film režiséra Zdeňka Trošky z léta 2016. Pojednává o rodině aristokratických strašidel, která musí začít pracovat, aby mohla platit nájemné a daně. Hlavou rodiny je hejkal Hugo, jeho ženou čarodějka Patricie, strýčkem vodník Bubla, svěřenkyní víla Jitřenka ad. Autorem námětu je Jiří Kos, scénář spolu s režisérem napsal Marek Kališ, který se podílel již na jeho předchozích snímcích. Hudbu složil rovněž Troškův vytrvalý spolupracovník Miloš Krkoška; za kamerou stál Martin Duba. Společnost Falcon jej uvedla do českých kin 18. srpna 2016.

## Postavy a obsazení
| Bronislav Kotiš    | hejkal Hugo, otec Ester a Eleanora            |
| Tereza Kostková    | čarodějnice Patricie, matka Ester a Eleanora  |
| Jiří Dvořák        | hastrman Bubla                                |
| Vladimír Polívka   | úředník Jindřich Patočka                      |
| Carmen Mayerová    | čarodějnice Žofie, Patriciina matka           |
| Sara Sandeva       | lesní víla Jitřenka                           |
| Nelly Řehořová     | dcera Ester                                   |
| Petr Šimčák        | syn Eleonor                                   |
| Tereza Bebarová    | Karolína, Patočkova sestra a vedoucí prádelny |
| Karel Dobrý        | upír Ignác                                    |
| Petr Nárožný       | ředitel divadla                               |
| Matěj Hádek        | režisér Málek                                 |
| Václav Postránecký | ředitel školy                                 |
| Anna Polívková     | učitelka Pávková                              |
| Petr Čtvrtníček    | Polák, otec zlobivého syna                    |
| Aneta Procházková  |                                               |
| Aleš Kubát         | číšník                                        |

## Recenze
- Mirka Spáčilová, MF DNES  40 %[4]
- Věra Míšková, Právo  40 %[5]
- Martin Svoboda, Aktuálně.cz  5 % [1]